# Gerald R. Allen
Gerald Robert "Gerry" Allen (nacido el 26 de marzo de 1942 en Los Ángeles, California) es un ictiólogo australiano nacido en Estados Unidos. Su carrera comenzó en 1963, cuando pasó un semestre en la Universidad de Hawái, donde también recibió un doctorado en zoología marina en 1971. En 1972, Allen escribió su tesis doctoral sobre la sistemática y la biología del pez payaso.
En 1974, fue nombrado conservador en el Museo de Australia Occidental en Perth hasta 1997, donde Allen se trasladó a Conservación Internacional, donde trabajó como líder de un equipo científico que llevó a cabo estudios de peces de arrecifes de coral en Papua Nueva Guinea, Indonesia y Filipinas hasta 2003. Allen ha escrito 33 libros y alrededor de 400 artículos científicos. En 2003, recibió el premio K. Radway Allen de la Sociedad Australiana de Biología de Peces por sus logros científicos en biología de peces.
Ha mapeado y analizado las distribuciones de todos los peces de arrecifes de coral del Indo-Pacífico. Allen continúa publicando artículos científicos y está involucrado en la organización, sin fines de lucro, Conservation International, especialmente para la preservación de la biodiversidad en el área de la Península de Doberai.